# Mirko Rački
Mirko Rački (Novi Marof, 13. listopada 1879. – Split, 21. kolovoza 1982.) hrvatski je slikar i grafičar.

## Životopis
Nakon Učiteljske škole u Zagrebu (1898.) pohađao je privatnu umjetničku školu Heinricha Strehblowa u Beču (1901. – 1903.), potom Akademiju u Pragu kod V. Bukovca (1903. – 1905.) i Beču kod W. Ungera (1906.). Živio je u Münchenu (1907. – 1914.). Poslije kraćeg boravka u Rimu (1914.) nastanio se u Ženevi (1915. – 1920.). Od 1920. živio je u Zagrebu, a od 1980. u Splitu. 
Prvo (i najvitalnije) razdoblje boravi izvan domovine, ali je u stalnom kontaktu i s Isom Kršnjavijem i s krugom oko Ivana Meštrovića (i tada radi u duhu secesijskih kretanja Beča i Münchena).
Najvažniji skup djela, po kojima je postao poznat, vezan je uz Danteovu Božansku komediju (tim se motivima bavio od početka pa gotovo do kraja svog radnog vijeka). 
Istaknuti je član društva Medulić i sudjeluje na njegovim izložbama.  Neki su crteži zastupljeni u bibliofilskom izdanju "Božanske komedije" otisnute 1934. godine u nakladi Instituta grafičkih umjetnosti iz Bergama. Retrospektivna izložba mu je priređena u Zagrebu 1970.

## Nagrade i priznanja
- Nagrada Vladimir Nazor za životno djelo (1966.)

## Vanjske poveznice
- NSK, Digitalizirana baština, Izložba Medulića / Mirko Rački   Arhivirana inačica izvorne stranice od 11. listopada 2016. (Wayback Machine)